# Mikroregion Středokluky a okolí
Mikroregion Středokluky a okolí je dobrovolný svazek obcí podle zákona v okresu Kladno a okresu Praha-západ, jeho sídlem jsou Středokluky a jeho cílem je celkový rozvoj mikroregionu a cestovního ruchu. Sdružuje celkem 3 obce a byl založen v roce 2001.

## Obce sdružené v mikroregionu
- Kněževes
- Středokluky
- Běloky